# Thomas Medwin
Pour les articles homonymes, voir Medwin.
Thomas Medwin, né le 20 mars 1788 et mort le 2 août 1869, est un poète et un traducteur anglais du début du XIXe siècle, essentiellement connu pour ses biographies de son cousin Percy Bysshe Shelley, et ses souvenirs de son ami proche Lord Byron.

## Œuvres choisies
(août 2022).

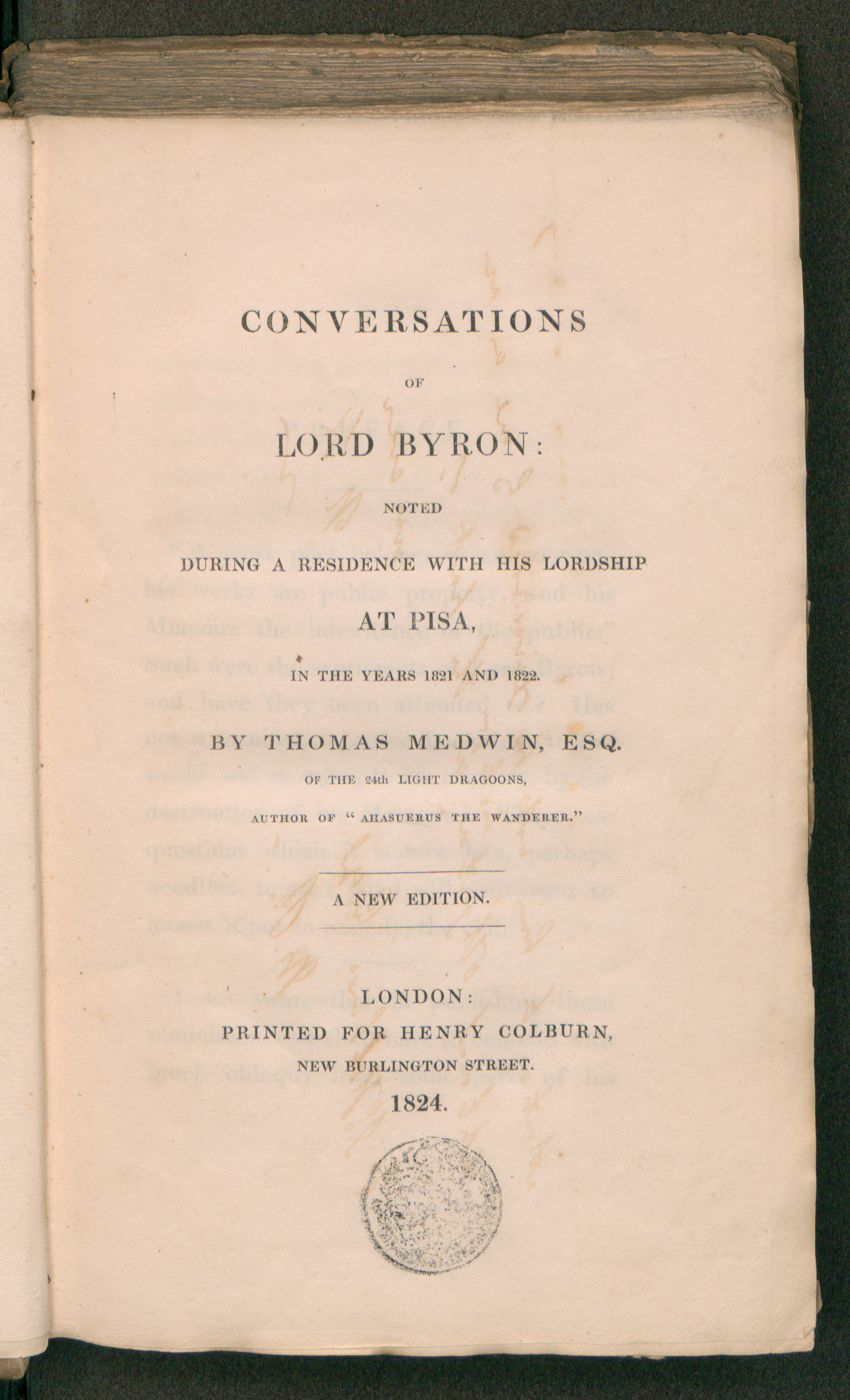
Conversation of Lord Byron, 1824.

- Oswald and Edwin, an Oriental Sketch  (Genève, 1821)
- Sketches in Hindoostan with Other Poems (Londres, 1821)
- ‘’Ahasuerus, The Wanderer; Dramatic Legend in Six Parts’’  (Londres, 1823)
- “The Death of Mago” traduit de l’Africa de Petrarche ; in Ugo Foscolo, Essays on Petrarch (London 1823) pp. 215, 217
- “Journal of the Conversations of Lord Byron” Noted during a residence with his Lordship at Pisa, in the Years 1821 and 1822” (Londres, 1823)
- “Prometheus Bound “ (traduit d'Eschyle), Siena 1927; Londres, 1832; Fraser’s Magazine XVI (août 1837), 209–233
- “Agamemnon” (traduit d'Eschyle), Londres, 1832; Fraser’s Magazine XVIII (novembre 1838), pp. 505–539
- “The Choephori” (traduit d'Eschyle), Fraser’s Magazine VI, (London 1832),   pp. 511–535
- “The Shelley Papers; Memoirs of Percy Bysshe Shelley” (London, 1833)
- “The Persians” (traduit d'Eschyle), Fraser’s Magazine VII  (January 1833) pp. 17–43
- “The Seven Against Thebes” (traduit d'Eschyle), Fraser’s Magazine VII (avril 1833) pp. 437–458
- “The Eumenides” (traduit d'Eschyle),  Fraser’s Magazine IX (May 1834) pp. 553–573.
- “The Angler in Wales, or Days and Nights of Sportsmen (Londres, 1834)
- "  The apportionment of the world, from Schiller, traduit par Thomas Medwin. Bentley's Miscellany IV p. 549 (December 1837).
- “The Three Sisters” A Romance of Real Life,  Bentley’s Miscellany III (janvier 1838)
- “The Two Sisters”  Bentley’s Miscellany   III  (mars 1838)
- “Canova: Leaves from the Autiobiography of an Amateur” Frasers Magazine XX (September 1839)
- " My Moustache", Ainsworth's Magazine, I, pp. 52–54 (1842)
- "Lady Singleton, or, The world as it is".  Cunningham & Mortimer, (Londres, 1843)
- “The Life of Percy Bysshe Shelley” (Londres, 1847)
- “Oscar and Gianetta: From the German of a Sonnetten Kranz, by Luise von Ploennies” The New Monthly Magazine XCI (mars 1851) pp. 360–361
- “To Justinus Kerner: With a Painted Wreath of Bay-Leaves” The New Monthly Magazine XCI (novembre 1854) p. 196
- “Nugae” (Heidelberg, 1856), annoté par Medwin et contenant ses propres poèmes.
- “Odds and Ends” (Heidelberg, 1862)
- “The Life of Percy Bysshe Shelley” (Londres, 1913). Nouvelle édition, annoté par H. Buxton Forman.